# Roberto Acuña
Roberto Miguel Acuña Cabello, mais conhecido como Acuña (Avellaneda, 25 de março de 1972), é um ex-futebolista argentino naturalizado paraguaio.

## Carreira
Acuña integrou a Seleção Paraguaia de Futebol na Copa América de 1999.